# Síntese anarquista
O anarquismo sintetista ou sintetismo é uma corrente dentro do anarquismo que pretende agrupar anarquistas de diversas tendências sob os princípios do anarquismo sem adjetivos. Tal corrente surgiu como uma resposta ao plataformismo e teve como seus principais proponentes os anarcocomunistas Sébastien Faure e Voline. Faure sustentava que o anarquismo caracterizava-se por três correntes fundamentais: o anarcossindicalismo, o comunismo libertário e o anarcoindividualismo. Em sua concepção, estas correntes não seriam contraditórias, mas complementares, tendo cada uma delas um papel a desempenhar dentro do anarquismo: o anarcossindicalismo como a força das organizações de massa e o melhor meio para a prática do anarquismo; o comunismo libertário como proposta de sociedade futura baseada na distribuição dos frutos de trabalho conforme a necessidade de cada um; o anarco-individualismo como negação da opressão individual e afirmação do direito ao desenvolvimento do indivíduo buscando satisfazê-lo em todos os sentidos. De modo semelhante, Voline sustentava que era necessário sintetizar as diferentes correntes anarquistas, em um “conjunto harmonioso, ordenado, acabado”, e bem como Faure, reivindicava um modelo de organização em que o sindicalismo seja considerado o método da revolução social, o comunismo libertário constitua a organização da nova sociedade, e o individualismo torne-se o objetivo da sociedade pós-revolucionária, com vistas à emancipação e à felicidade do indivíduo. Voline acreditava que seria um engano opor as correntes anarquistas umas às outras, e o mais produtivo seria realizar uma fusão delas, em um “anarquismo sintético”, o que a seu ver, seria indispensável. A maior organização sintetista da atualidade é a Internacional de Federações Anarquistas.

## História

### Antecedentes: debate entre as vertentes do anarquismo e o anarquismo sem adjetivos
Os pais da expressão "anarquismo sem adjetivos" foram os anarquistas Fernando Tarrida del Mármol e Ricardo Mella, preocupados com os debates amargos entre mutualistas, anarquistas individualistas, e anarquistas comunistas na década de 1880. Eles usaram o termo "anarquismo sem adjetivos" como uma tentativa de mostrar maior tolerância entre as diferentes tendências anarquistas e para deixar claro que os anarquistas não deveriam impor um plano econômico preconcebido para ninguém, mesmo no plano teórico. Os anarquistas sem adjetivos tinham tendência a rejeitar qualquer modelo econômico particular dentro das vertentes do anarquismo, ou então a tomar uma posição pluralista, reconhecendo vantagens e desvantagens em cada modelo econômico específico. Para os anarquistas sem adjetivos, as preferências econômicas são consideradas de "importância secundária" frente à abolição de toda autoridade coerciva, sendo a experimentação livre a única regra de uma sociedade livre.
O debate logo se espalhou pela Espanha e a discussão encontrou espaço entre as páginas do periódico Le Révolté em Paris, o que fez com que muitos anarquistas concordassem com o argumento de Errico Malatesta de que "não é certo que nós [anarquistas] (...) fiquemos a discutir sobre meras hipóteses". Ao longo do tempo, a maior parte dos anarquistas passaram a concordar que "o primeiro objetivo do anarquismo é garantir a liberdade pessoal e social dos homens, não importando sobre que base econômica ela se dê", como afirmou Max Nettlau, e isso fez com que os anarquistas focassem o debate naquilo que tinham em comum ao invés das maneiras que acreditavam que uma sociedade livre deveria funcionar. Por exemplo, os anarcocomunistas passaram a perceber que ignorar o movimento operário faria com que suas ideias não atingissem a classe trabalhadora, enquanto os anarcossindicalistas enfatizaram seu compromisso com o comunismo libertário, que viria a ser instaurado após uma revolução social.
O mesmo debate tomou forma nos Estados Unidos, entre anarquistas individualistas e anarquistas comunistas. Na época, Voltairine de Cleyre "passou a rotular-se como simplesmente 'anarquista', e assim como Malatesta apelou para um 'anarquismo sem adjetivos', uma vez que, na ausência de um governo, diferentes experimentos seriam tentados em vários lugares a fim de determinar qual modelo econômico seria o mais apropriado". Voltairine buscou a conciliação entre as diversas vertentes do anarquismo e foi uma defensora ardorosa do anarquismo sem adjetivos.

### Ucrânia e Rússia
Voline foi um proeminente escritor e intelectual anarquista que teve um papel importante na organização e liderança da Confederação Anarquista Ucraniana, mais conhecida como Nabat, organização anarquista que se estabeleceu na Ucrânia entre 1918 e 1920. O Território Livre foi a área onde a organização teve mais influência, ainda que em grandes cidades no sul da Ucrânia, o Nabat também exerceu uma influência considerável.
Voline foi designado para escrever uma plataforma para o Nabat que pudesse estar de acordo com todas as mais importantes vertentes do anarquismo, em especial o anarcossindicalismo, o anarcocoletivismo, o anarcocomunismo e o anarcoindividualismo. Tal plataforma nunca foi completamente aceita dentro da organização, porém Voline usou aquilo que já havia escrito como base para criar sua "síntese anarquista".  A sua plataforma proposta para o Nabat reivindicava um modelo de organização em que o sindicalismo seria considerado o método da revolução social, o comunismo libertário constituiria a organização da nova sociedade, e o individualismo tornaria-se o objetivo da sociedade pós-revolucionária, com vistas à emancipação e à felicidade individual.
A discussão sobre a síntese anarquista surge no contexto da discussão da Plataforma Organizacional dos Anarquistas Comunistas, escrita pelo Grupo de Anarquistas Russos no Estrangeiro e publicada no periódio Dielo Truda em 1926. A Plataforma Organizacional dos Anarquistas Comunistas atraiu fortes críticas de alguns dos mais proeminentes anarquistas da éoca, como Errico Malatesta, Luigi Fabbri, Camillo Berneri, Max Nettlau, Alexander Berkman, Emma Goldman, Gregori Maximoff, e também de Voline. Voline, junto de outros anarquistas russos exilados como Mollie Steimer e Senya Fleshin, escreveram uma resposta à Plataforma Organizacional dos Anarquistas Comunistas na qual sustentavam que manter o anarquismo somente como uma mera teoria de classes é limitá-lo a um único ponto de vista, e que o anarquismo seria "muito mais complexo e pluralista". Novamente, Voline afirma que o sindicalismo deve ser adotado como método um método de ação, o comunismo libertário como o ideal de organização da nova sociedade, e o individualismo o objetivo a ser alcançado pelo humanidade em sua fase pós-revolucionária.